# Liste der Flüsse im Tschad

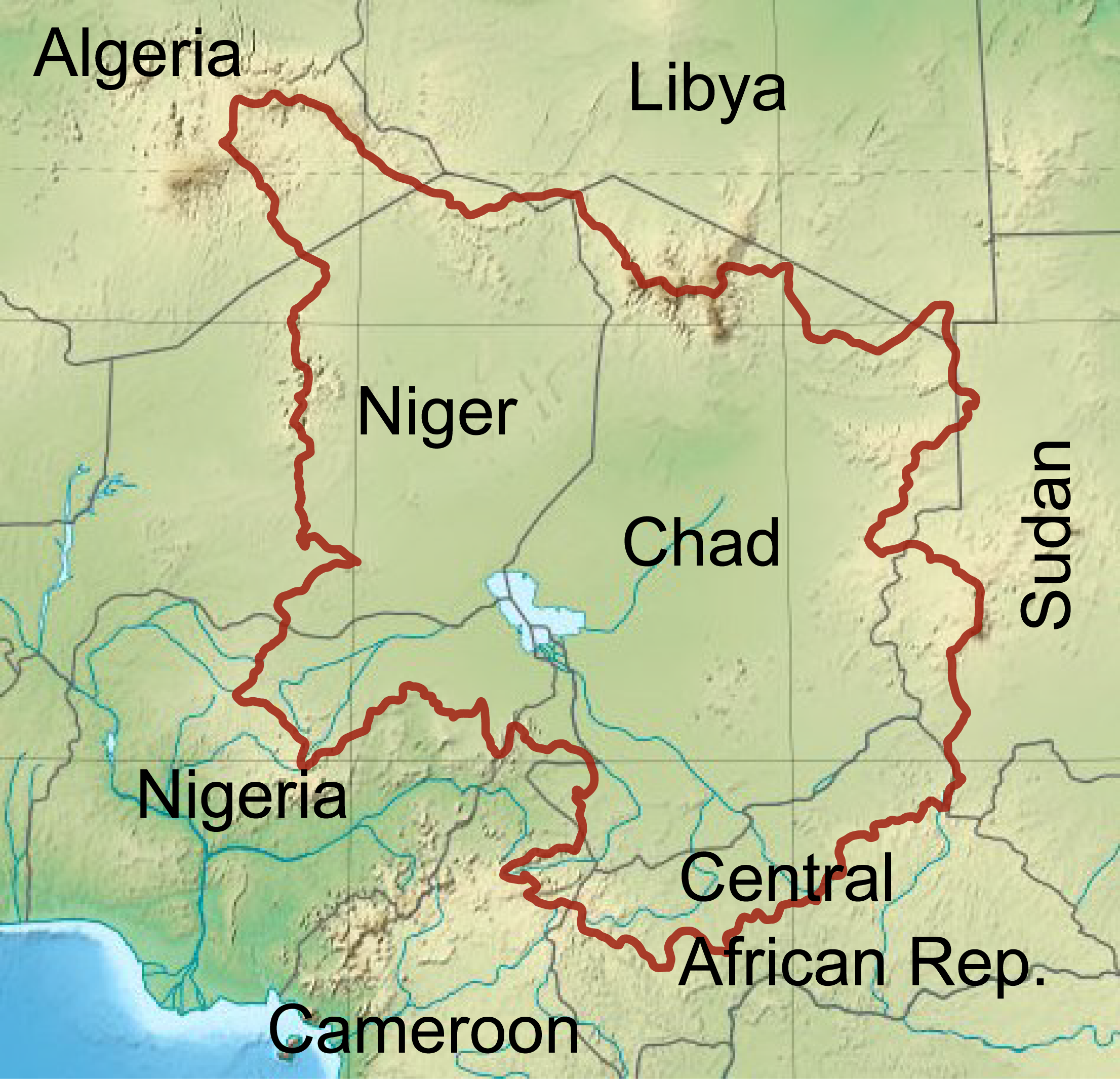
Das Tschadbecken

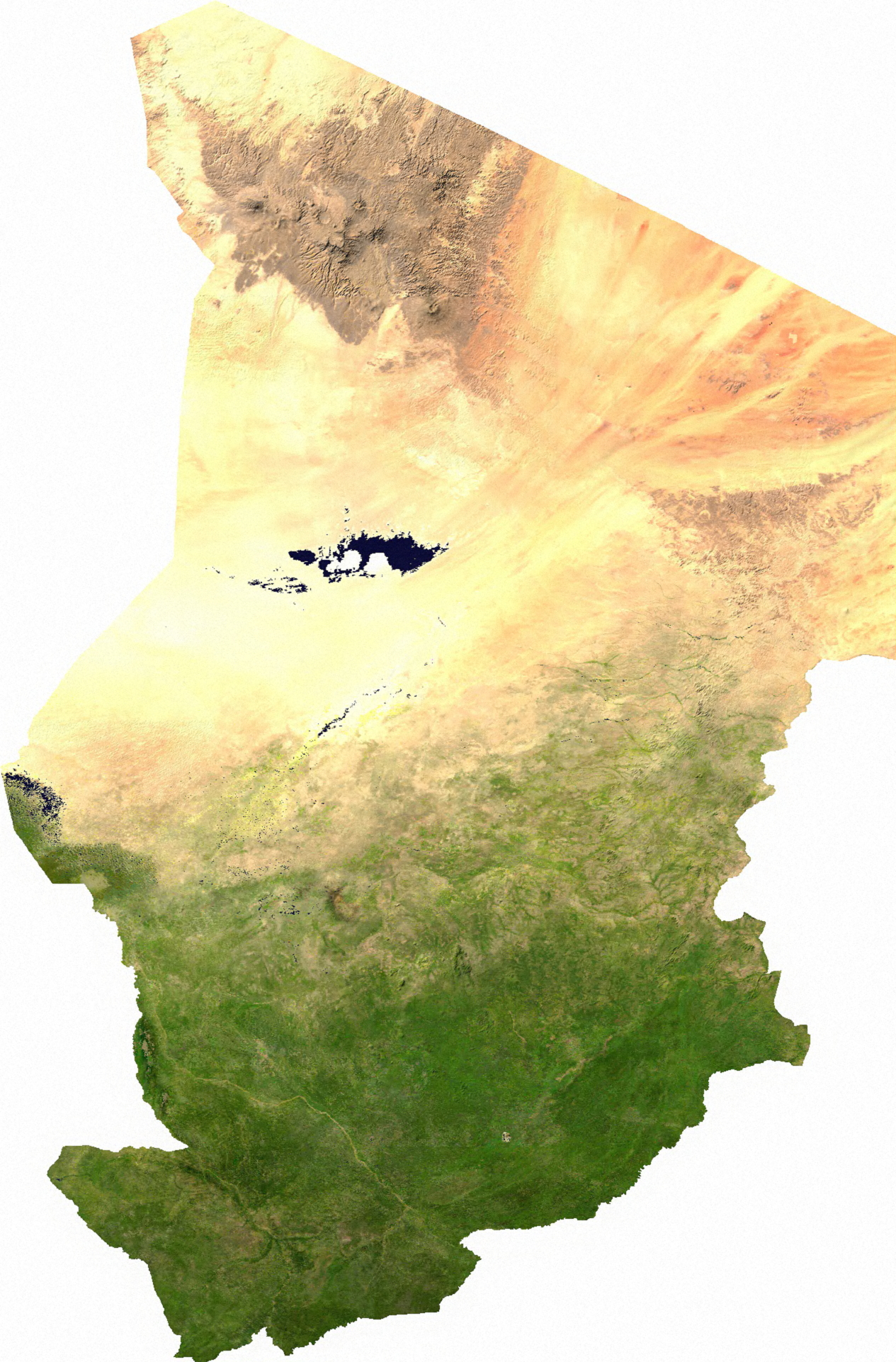
Vegetation im Tschad

Dies ist eine Liste der Flüsse im Tschad. Das Land ist hydrologisch vom Tschadbecken dominiert. Abgesehen von kleineren Bereichen im Norden und Nordosten sowie einem kleinen Stück im äußersten Südwesten, fließt der gesamte Niederschlag des Landes dem Tschadsee im Südwesten des Landes zu. Da die nördliche Hälfte Wüstenklima hat, befinden sich alle regelmäßig wasserführenden Gewässerläufe im Süden des Landes. Sie sind im Wesentlichen von der Hydrologie der Zentralafrikanischen Republik und des Schari beeinflusst. Im Norden des Landes befinden sich ansonsten nur einige Wadis. Es sind noch Flüsse am Rande des Benue Einzugsgebietes im äußersten Südwesten und Wechselwirkungen mit der Hydrologie Nordkameruns zu verzeichnen. Dort befindet sich der ehemalige Abfluss des heute endorheischen Tschadsees; in früheren Zeiten waren etwa 1/3 des Tschad von dem See geflutet (Mega-Tschad) und alle Wasserläufe des Landes entwässerten über den Benue in den Niger.

## Schari

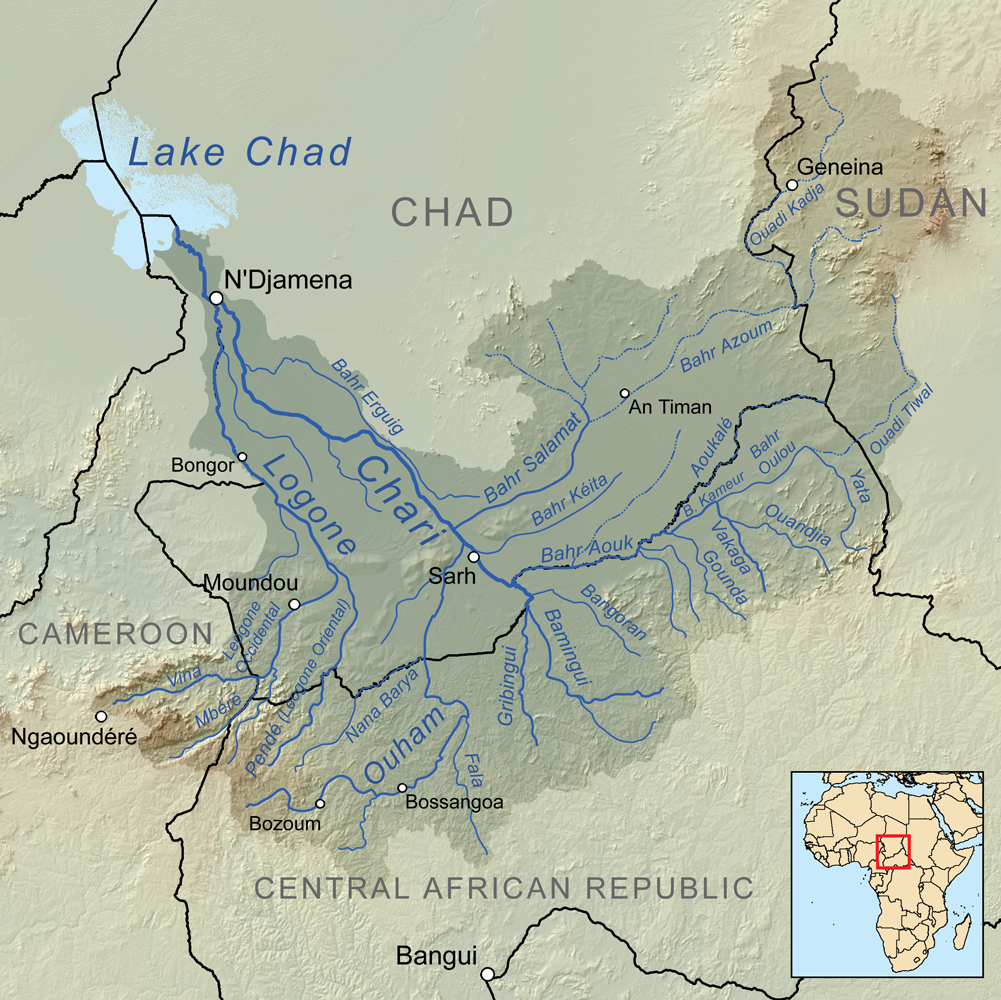
Schari-Einzugsgebiet

- Logone
  - Pendé (Logone Orintal)
  - (Logone Occidental)
    - Mbéré
    - Vina (Mündet auf der Grenze)
    - Lim

  - Tandjile
- Salamat
  - Bahr Azoum
- Ouham
  - Nana Barya
- Bahr Keïta
- Bahr Aouk (Aoukalé)

## Benue

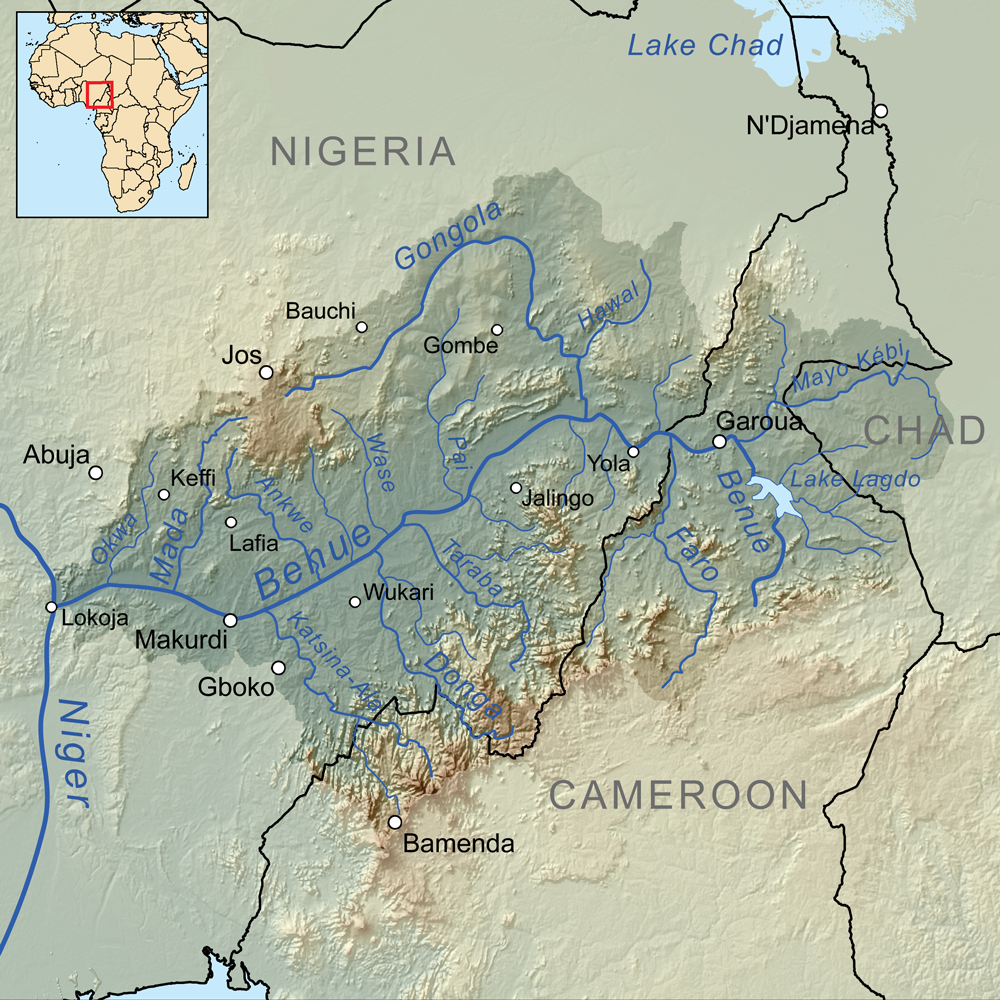
Benue-Einzugsgebiet

- Mayo Kébbi

## Wadis
- Bahr el-Ghazal
- Batha
- Wadi Howar